# Atrophaneura laos
Byasa laos là một loài bướm thuộc họ Papilionidae. Loài này phân bố ở Lào và bắc Thái Lan.
Sải cánh dài